# Anca Petrescu
Mira Anca Victoria Petrescu Mărculet (Sighișoara, 20 de marzo de 1949 – Bucarest, 30 de octubre de 2013) fue una política y arquitecta rumana, miembro del Parlamento rumano. 
En 1983, luego de un concurso que duró casi 4 años, la joven arquitecta ganó el puesto de arquitecto jefe del proyecto de construcción más controvertido hasta la fecha en la historia de Rumania; la construcción de la Casa del Pueblo (actual sede del Parlamento Rumano). En la construcción de este proyecto participó además la arquitecta Doina Marilena Ciocânea.
Participó en varios proyectos arquitectónicos de la "sistematización" de Nicolae Ceaușescu, que incluía el desalojo forzoso de residentes de los barrios viejos de Bucarest para demolerlos y sustituirlos por modernas construcciones comunistas.
A pesar de su apellido Petrescu, no era pariente de Elena Ceaușescu (nombre de nacimiento: Elena Petrescu).
El 5 de agosto de 2013, sufrió un accidente de coche. Petrescu entró en estado de coma a finales de septiembre y no logró recuperarse. Falleció el 30 de octubre de 2013 en el hospital de emergencia Floreasca de Bucarest, a los 64 años.